# 仙台市立将監中央小学校
仙台市立将監中央小学校（せんだいしりつ しょうげんちゅうおうしょうがっこう）は、宮城県仙台市将監10丁目にある公立小学校。

## 沿革
出典
- 1979年（昭和54年）
  - 4月4日 - 泉市立将監小学校と泉市立将監西小学校から分離し、泉市立将監中央小学校として開校。
  - 11月12日 - 児童会の名称を「しらかば児童会」と制定。
- 1981年（昭和56年）3月21日 - 校木「しらかば」植樹。
- 1983年（昭和58年）10月10日 - 遊具低鉄棒・登り棒等設置。
- 1988年（昭和63年）3月1日 - 泉市の仙台市への合併により、仙台市立将監中央小学校へ改称
- 1989年（平成元年）10月7日 - 開校10周年記念式典挙行。
- 1993年（平成5年）11月16日 - 校庭に遊具（モンキーボール）を設置
- 1998年（平成10年）3月31日 - コンピューター教室を設置
- 1999年（平成11年）10月30日 - 開校20周年記念式典挙行。
- 2001年（平成13年）9月20日 - 総合防災訓練実施。
- 2003年（平成15年）12月25日 - 学校ホームページ開設。
- 2004年（平成16年）6月19日 - 総合防災訓練実施。
- 2006年（平成18年）5月18日 - 校舎・体育館耐震工事。
- 2009年（平成21年）6月12日 - 開校30周年記念式典挙行。
- 2011年（平成23年）
  - 3月11日 - 14時46分頃に発生した東日本大震災により、同日から3月21日まで避難所を開設。
  - 4月13日 - 震災の影響により、仙台市立将監小学校を校内に設置[2][3]。
  - 11月 - 仙台市立将監小学校が本校舎（仮設校舎）に復帰[4]。
- 2017年（平成29年）8月1日 - 音楽室にエアコン設置。
- 2018年（平成30年）
  - 7月13日 - 体育館脇通路改修。
  - 8月1日 - コンピューター更新。
- 2019年（令和元年）10月21日 - 開校40周年記念式典挙行し、記念行事開催。
- 2020年（令和2年）
  - 3月2日 - この日から5月31日まで、新型コロナウイルス感染拡大防止対策で、臨時休校の措置を採る。
  - 6月1日 - 新型コロナウイルス感染拡大防止対策による臨時休校で、延期された始業式と令和2年度入学式挙行。
  - 8月28日 - 業務用エアコンが、各教室に設置完了。
  - 12月1日 - タブレット端末が、全児童用に導入。
- 2021年（令和3年）9月1日 - 校舎・体育館の大規模改修工事実施。
- 2022年（令和4年）
  - 8月25日 - 校内放送設備をデジタル化する更新を実施。
  - 10月13日 - 体育館大規模改修工事完了。
- 2023年（令和5年）
  - 2月3日 - 校舎大規模改修工事完了。
  - 8月18日 - コンピューター更新。
- 2024年（令和6年）3月12日 - 防犯カメラ設置。

## 通学区域
出典
- 桂4丁目（32番の一部）
- 将監5丁目（1番の一部を除く）
- 将監6丁目（4～8番）
- 将監7丁目（11～22番）
- 将監8丁目（9～14番）
- 将監10丁目（1～5番）
- 将監11丁目（1～5番）
- 将監12丁目（全域）
- 将監殿1丁目（11番、19～23番）
- 将監殿2丁目（全域）
- 将監殿3丁目（2～21番、23番、27番、28番、30～49番）
- 将監殿4丁目（全域）
- 将監殿5丁目（全域）
- 大字七北田（字大沢上前(82番の一部、83～109番、112番以降)、字大沢木戸(50番の一部)、字大沢殿、字大沢向原(1番、2番、3番の一部、31番、32番、49番、50番)）

## 進学先
出典
- 仙台市立将監中学校

## 周辺
- 将監運動公園
- 将監七丁目公園
  - 将監七丁目公園以外の公園も点在。
- 将監沼
- 仙台市将監児童館
- 泉郵便局
- 社会福祉法人勇樹舎
  - コスモス将監保育園 - 進学前保育園のひとつ。
  - 子育て支援センターコスモス
- このほか、将監県営第5アパート等のマンション・アパートなども点在。

## 交通アクセス
- 宮城交通バス「将監団地線」で、「将監十丁目」停留所より、学校正門（校門）まで、
  - 団地入口先回りの「のりば1」から、徒歩約375m・約6分。
  - 交番先回りの「のりば2」から、徒歩約365m・約6分。
- 仙台市地下鉄南北線泉中央駅から、上述の宮交バスに乗車し、「将監十丁目」停留所下車後、徒歩。
  - なお、泉中央駅から将監十丁目停留所までの所要時間は、交番先回りルートで9分、団地入口先回りルートで17分。泉中央駅行の所要時間は、交番先回りルートで14分、団地入口先回りルートで24分。

## 著名な出身者
- 佐々木主浩（元プロ野球選手・現野球解説者）- 1期生[7]